# Fusing
Fusing (česky fúzování) je technika používaná pro spékání a tvarování skla za pomoci vysokých teplot. V současné době se řadí k běžným metodám zpracování skla, jako jsou broušení, lisování, hutní tvarování, ohýbání apod.

## Historie
Principy fusingu jsou známy již od starověku, o čemž svědčí archeologické důkazy z doby okolo roku 2000 př. n. l. Jako první používali obdobu dnešního fúzování Římané a Egypťané.
S rozvojem foukaného skla ustupuje fusing do pozadí. Ke znovuobjevení této techniky dochází až během 19. století v Evropě. Později se fúzované sklo stává vyhledávanou dekorací moderních interiérů.

## Výroba
Nejprve se kousky skla poskládají v tavicích formách do požadovaného tvaru. Pro vytvoření originálního designu se kombinuje sklo různých typů a barev.
Poté se forma vloží do tavicí pece, kde se zahřívá na 750-850 °C. Čím déle jsou skleněné kousky vystavené vysokým teplotám, tím více se zakulacují jejich hrany a splývají jejich přechody.
Nakonec se teplota v peci výrazně sníží (ochrana před devitrifikací neboli odskelněním) a následuje 10-12hodinový proces ochlazování.
Mezi dodatečné úpravy fúzovaného skla patří pískování, leptání, malování, lepení, gravírování, broušení a jiné metody.

## Použití
Fusing je vhodný pro výrobu dekoračních předmětů, skleněných desek, šperků, svítidel, talířů, podnosů, mís a jiného nádobí. V podstatě však umožňuje vytvořit téměř libovolný objekt.
Při fúzování se často používá tzv. skelná frita (na různě velké fragmenty upravená sklovina – barevný skleněný prach, hrubší nepravidelné kousky, střepy nebo tyčinky), která se během tavení spojí s tvarovanou skleněnou deskou.

## Specifické vlastnosti
Na rozdíl od jiných metod zpracování skla lze fúzováním dosáhnout i neobvyklých tvarů.
Po aplikaci skleněného prášku výrobky také disponují vyšší barevnou stálostí než při použití sprejových barev.